# Piatra Fântânele, Bistrița-Năsăud
Piatra Fântânele (maghiară Báránykő) este un sat în comuna Tiha Bârgăului din județul Bistrița-Năsăud, Transilvania, România. Se află în Pasul Tihuța la 1.201 m altitudine, la 45 km de municipiul Bistrița, pe șoseaua națională DN17 care face legătura între Transilvania de NE și Bucovina de SV. La recensământul din 2002, avea o populație de 299 locuitori.

## Obiective turistice
- Hotelul „Dracula”, inaugurat în 1983, în stilul unui castel medieval.
- Pârtii de schi amenajate cu telescaun și teleschi; pârtii de săniuțe.
- Mănăstirea Piatra Fântânele
- O cruce înaltă de 30 m, construită în apropierea mănăstirii de maici Nașterea Maicii Domnului.
- Un drum vechi din piatră, numit informal Drumul romanilor[2], parțial suprapus peste drumul actual spre Ciosa, Bistrița-Năsăud.

## Galerie de imagini

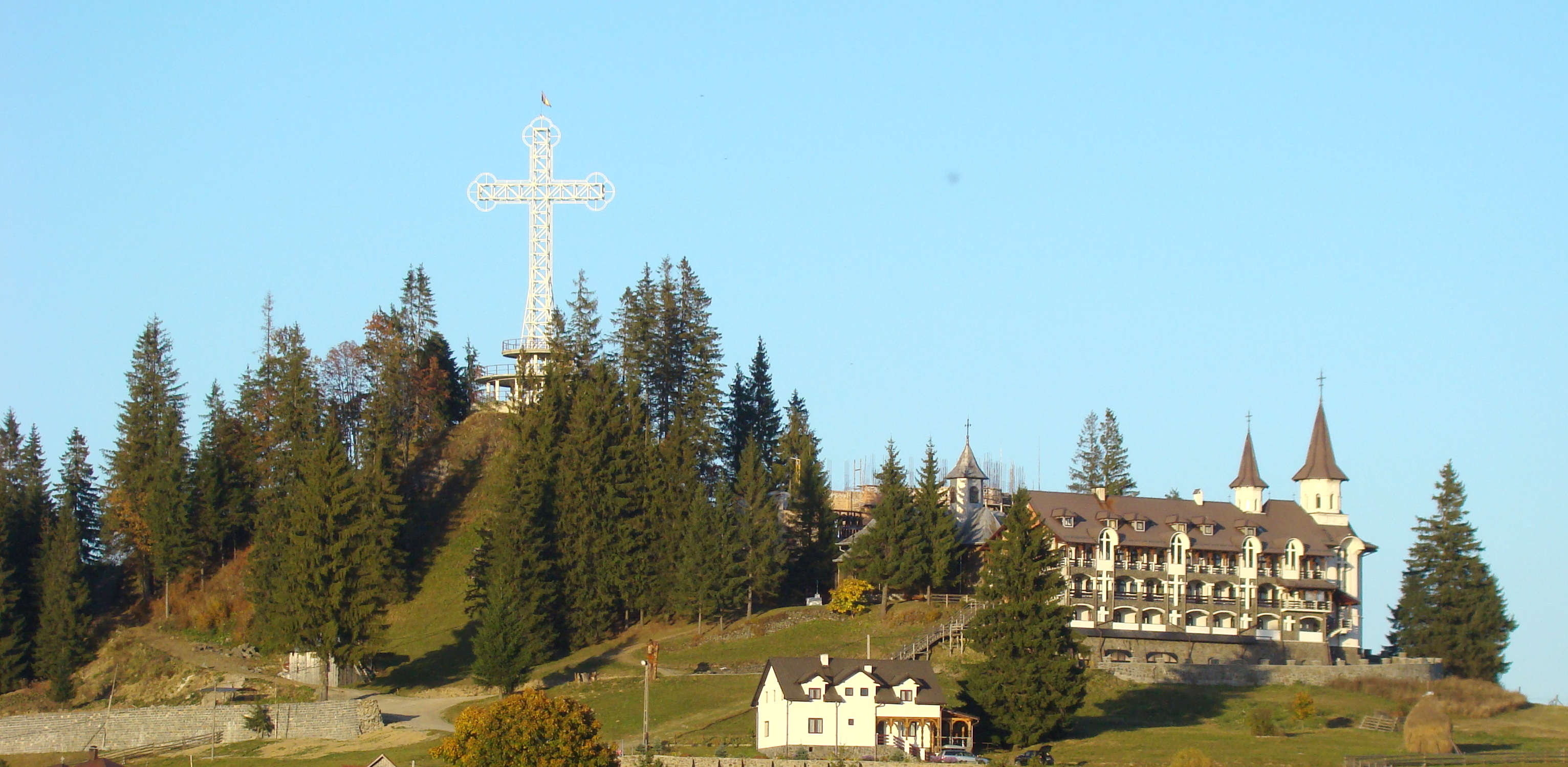
Mănăstirea Piatra Fântânele
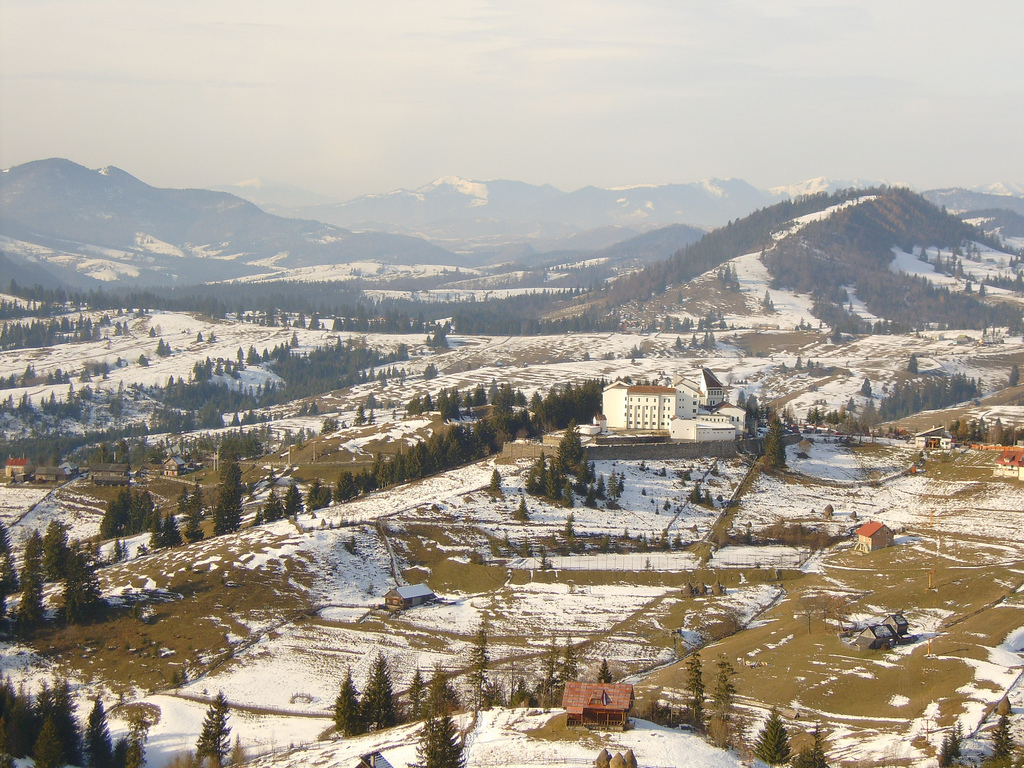
Valea Piatra Fântânele
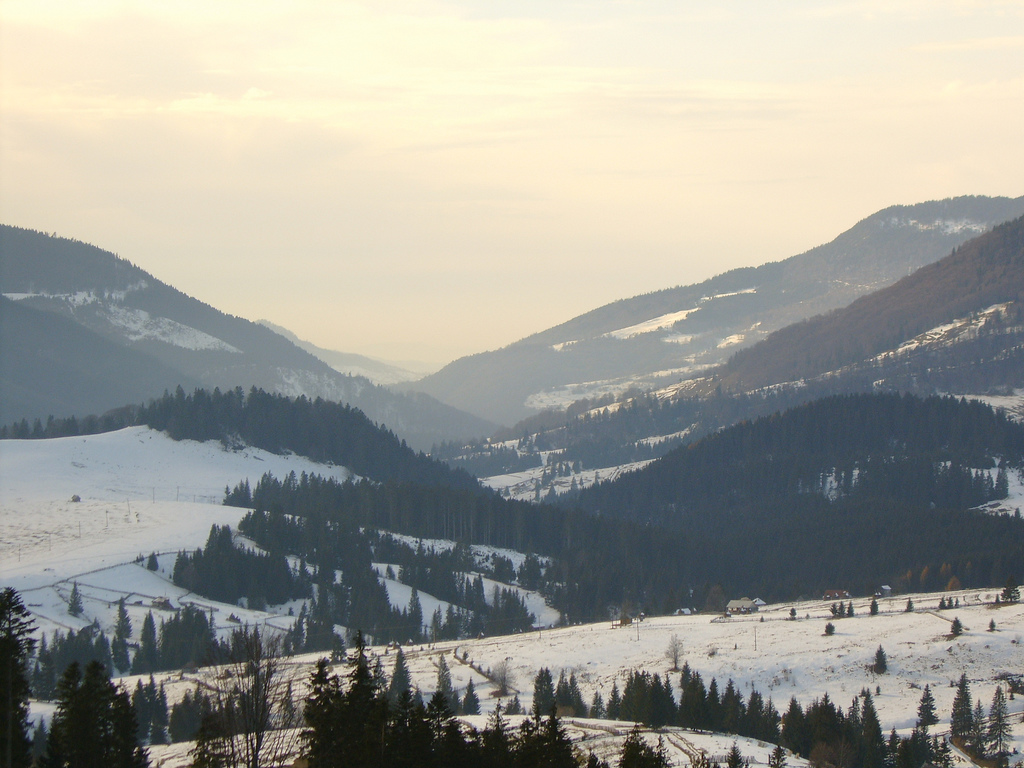
De pe Telescaun
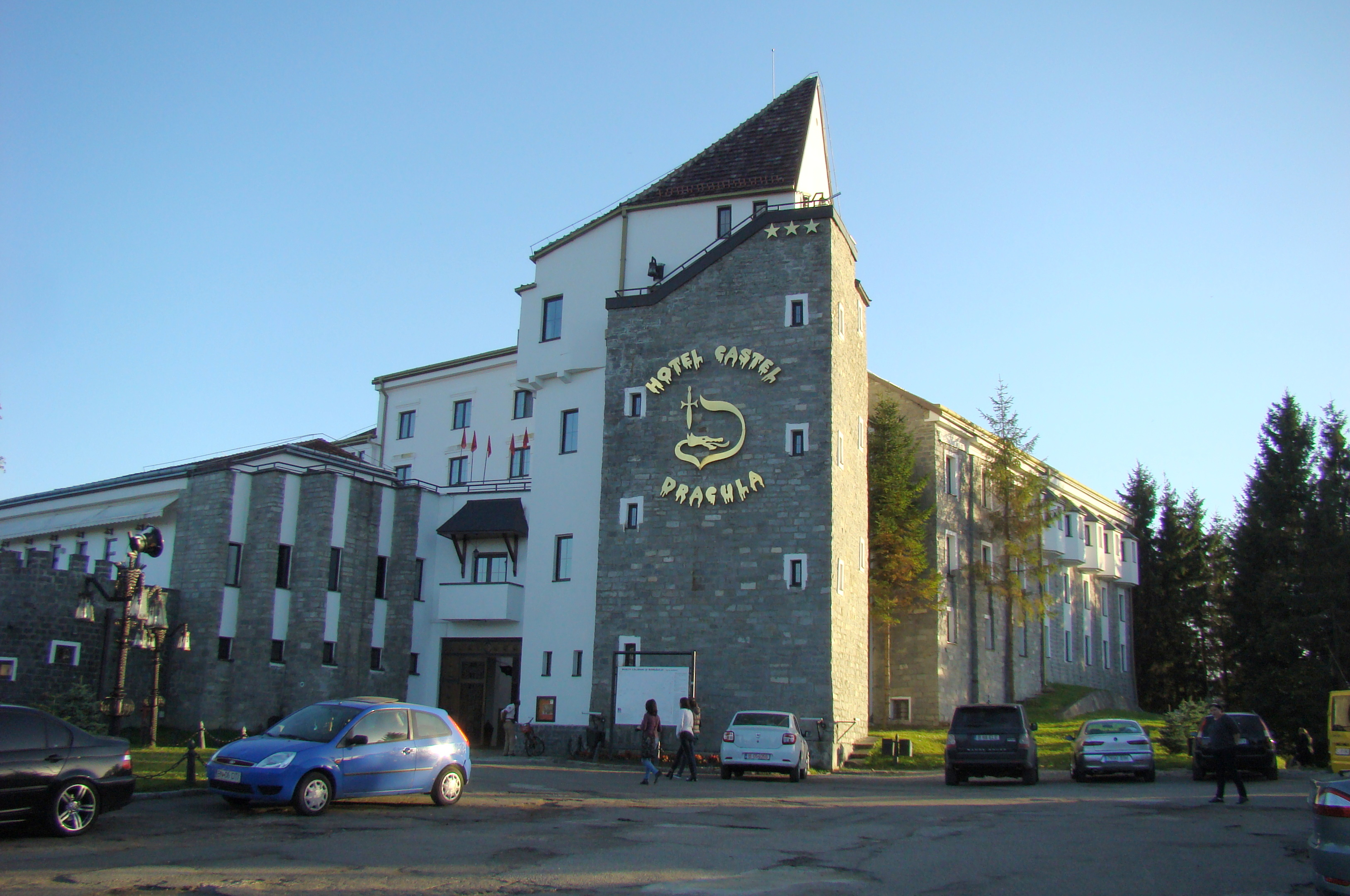
Hotel Castel Dracula
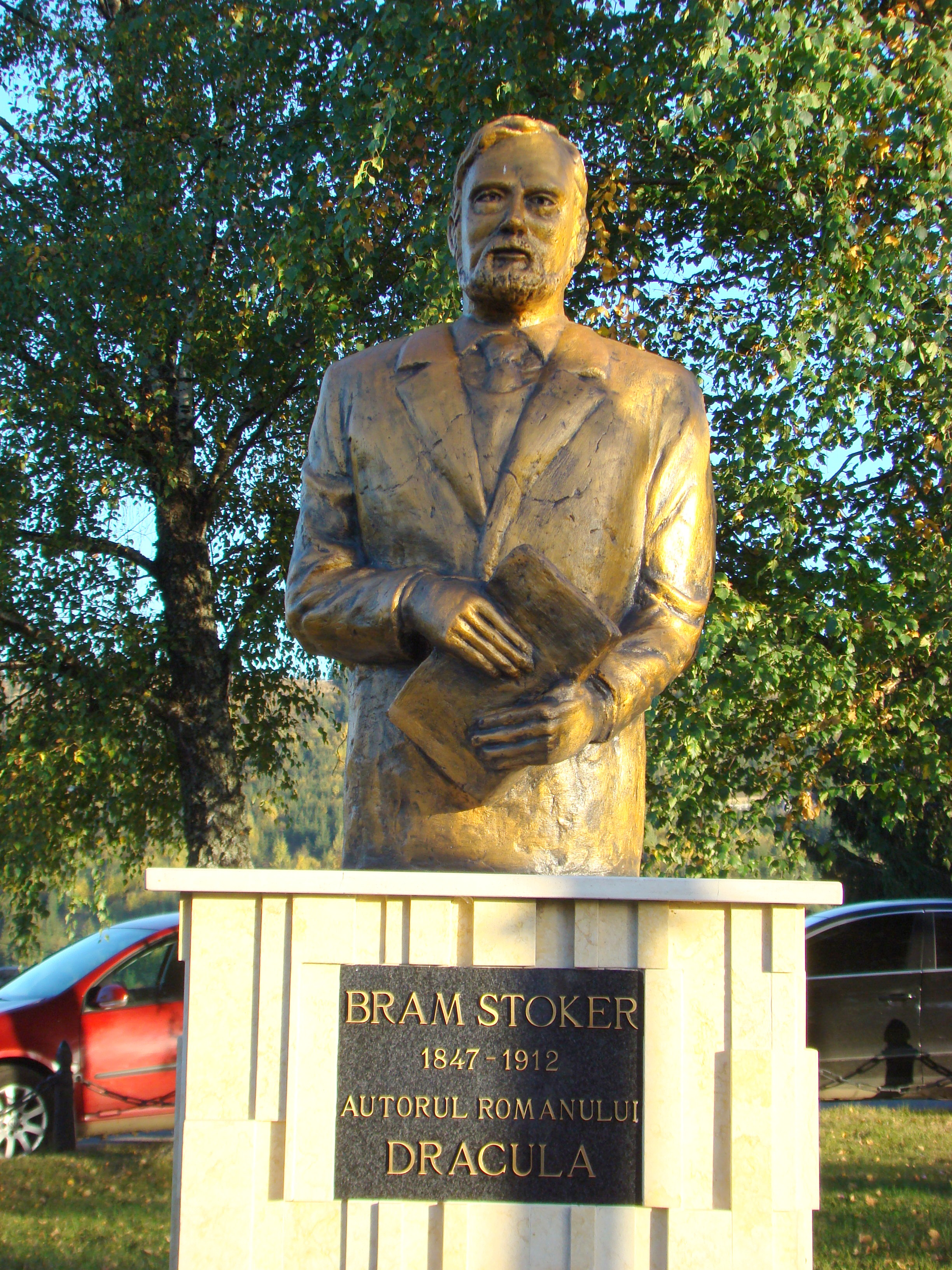
Bustul lui Bram Stoker